# Conga (Trommel)

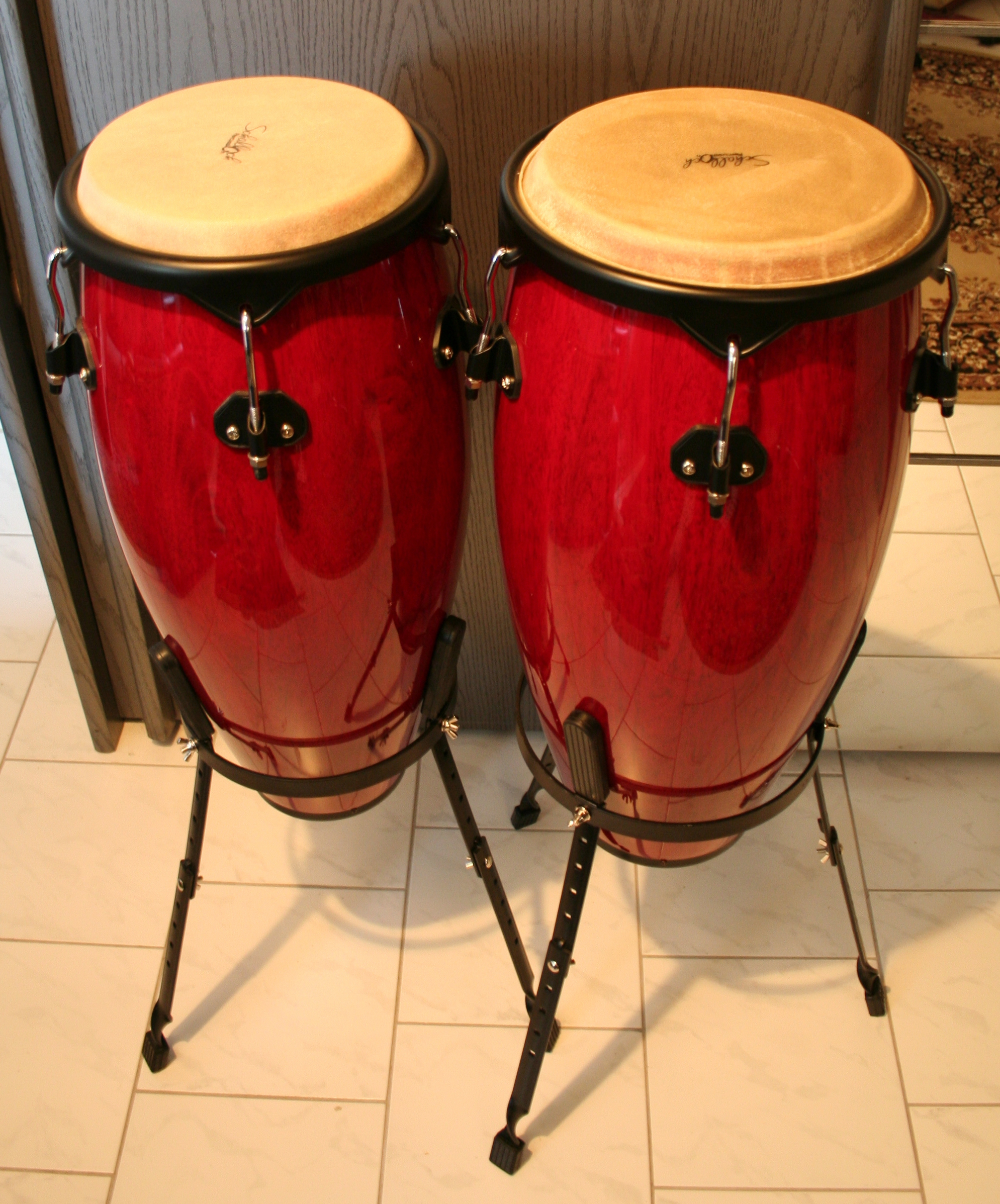
Ein Congapaar

Die Conga (auch Konga) ist eine einfellige Fasstrommel, die in Kuba aus Vorgängern verschiedener afrikanischer Traditionen entwickelt wurde und besonders in der Tanzmusik weit verbreitet ist. Im 21. Jahrhundert ist die Conga in Lateinamerika weit verbreitet und wird im afrokubanischen Jazz, Latin Jazz und anderen populären Musikstilen eingesetzt. In Kuba wird häufig die Bezeichnung tumbadora für die Conga allgemein oder eine bestimmte Trommelgröße verwendet, woraus die Bezeichnung Tumba für eine weitlumigere und normalerweise dementsprechend tiefer gestimmte Conga (je nach gespieltem Rhythmus auch Hembra, Caja oder Salidor genannt) abgeleitet ist.

## Bauform
Die fassförmige Conga ist eine 70–90 cm hohe Handtrommel. Die Durchmesser sind nicht standardisiert. Die senkrecht aufgestellte Conga ist an der Oberseite mit einem Schlagfell bespannt und an der Unterseite offen. Sie wird traditionell aus Holz in Fassbauweise, das heißt aus einzelnen Dauben hergestellt, moderne Versionen auch aus Fiberglas. Der Felldurchmesser ist etwas größer als die untere Öffnung. Die traditionelle Bespannung besteht aus einer dicken Tierhaut, heutzutage kommen auch synthetische Materialien zum Einsatz. Das Fell wird durch einen Spannreifen gehalten, der mit Hilfe einer Verschraubung am Korpus der Trommel befestigt ist. Auf diese Weise lässt sich das Instrument durch das Anziehen oder Lockern der Schrauben relativ einfach und effizient stimmen.

## Bezeichnung
Das Wort Conga stammt möglicherweise vom Bantu-Wort nkónga ab, das „Nabel“ oder „Nabelschnur“ bedeutet. Das Wort bezeichnet ursprünglich einen Rhythmus aus dem kubanischen Straßenkarneval sowie die entsprechenden Umzüge, wobei ähnliche Instrumente zum Einsatz kommen.
In vielen musikalischen Genres kommen mehrere Congas zum Einsatz, die dann entsprechend ihrer Rolle mit weiteren Begriffen bezeichnet werden. In der Salsa und verwandten Stilen heißt die am höchsten gestimmte Trommel Requinto, gefolgt von Quinto mit 28 cm Durchmesser, Conga mit 30 cm Durchmesser, Tumba mit 33 cm Durchmesser und der am tiefsten gestimmten Supertumba. In der afrokubanischen Rumba kommen normalerweise drei Trommeln zum Einsatz. Diese werden als quinto (am höchsten), tres dos oder tres golpes (Mitte) sowie salidor (am tiefsten) bezeichnet.

## Herkunft und Verbreitung
Der Einzug der Conga als reguläres Orchesterinstrument erfolgte in Lateinamerika und der Karibik. Die Conga wird in der populären Tanzmusik mit Händen, in der traditionellen kubanischen Volksmusik mitunter auch mit Stöcken gespielt. Ein Vorläufer der Conga ist in Westafrika die Bougarabou, es bestehen auch Ähnlichkeiten mit der Kpanlogo. Manche Trommeln hatten in den westafrikanischen Kulturen eine religiöse Bedeutung, galten als heilig und wurden zu besonderen Anlässen und Festen gespielt. Verschiedene ost- und westafrikanische Völker, die später als Sklaven nach Lateinamerika verschleppt wurden, verehrten drei heilige Trommeln, die unterschiedlich genannt wurden und bestimmten Göttern geweiht waren.
In der lateinamerikanischen Tanz- und Jazzmusik wird die Conga meist im 2er-, 3er-, 4er- oder 5er-Set gespielt. Diese Setups finden wir heute auch bei modernen Ensembles sowie in der Popmusik.
Ein berühmter Congaspieler in der Popmusik war Mickey Finn von T. Rex.

## Spielweise
Bei der kubanischen Spieltechnik ist die führende Hand bei Rechtshändern die rechte Hand. Die Grundschläge sind: offener Schlag (open, abierto); Bass (bajo); Slap, ein peitschenartiger Schlag, geschlossen oder offen (seco); Tip (tapado), eine kaum hörbare Berührung mit den Fingerspitzen und ein gedämpfter Schlag (muffled). Die Hand liegt bei Ausführung dieser Schläge (außer dem Slap) prinzipiell flach auf dem Fell, für den Bass in der Mitte, für die anderen Schläge mit dem Übergang Finger-Handfläche auf dem Rand der Conga. Der geschlossene Slap wird mit den Fingerspitzen gespielt, die Hand leicht angewinkelt, die Handballen auf dem Trommelrand. Vor allem die nicht führende Hand spielt oft auf der Fellmitte wippend, was weniger laute Töne erzeugt. Hierbei werden die Hände von der Handfläche zu den Fingerspitzen und zurück bewegt (Floating-Hand-Technik). Es berühren abwechselnd die Handballen oder die Fingerspitzen das Fell. In der traditionellen kubanischen Folkloremusik wird die Conga manchmal auch mit Stöcken gespielt. Typische Rhythmen sind Tumbao, Bolero, und afrokubanische Rumba.